# På bare bein
På bare bein è il secondo album in studio della cantante norvegese Hilde Heltberg, pubblicato nel 1983 su etichetta discografica Studio B.

## Tracce
1. Ingen som venter – 3:40
2. Når vi deler alt – 4:13
3. Min egen vei – 2:47
4. Drømmebilder – 3:05
5. Søvnløs natt – 3:11
6. Du skulle sett meg nå – 2:40
7. Bit for bit – 3:45
8. Med døra på gløtt – 4:10
9. Nå står jeg her – 3:34
10. Gamle Charlie – 3:16
11. Bare en dag – 3:53